# Loïc Bessilé
Loïc Bessilé (ur. 19 lutego 1999 w Tuluzie) – togijski piłkarz francuskiego pochodzenia występujący na pozycji obrońcy w belgijskim klubie Royal Charleroi oraz w reprezentacji Togo. Wychowanek JST Pradettes, w trakcie swojej kariery grał także w takich zespołach, jak Toulouse II oraz Bordeaux. Młodzieżowy reprezentant Francji.